# María del Carmen Álvarez-Arenas Cisneros
María del Carmen Álvarez-Arenas Cisneros (Madrid, 3 de agosto de 1948) es una política española, diputada por el Partido Popular en el Congreso durante las IX, X, XI y XII Legislaturas.

## Biografía
Hija de Félix Álvarez-Arenas y Pacheco, ministro del Ejército. Licenciada en Empresariales, cursó también un máster en Gestión y Dirección de Empresas en el Instituto de Empresa y otro en Seguridad y Defensa por la Universidad Rey Juan Carlos. A nivel político forma parte de la Junta Ejecutiva Regional del PP de Madrid. Fue diputada de la Asamblea de Madrid entre 1987 y 2008, vice-consejera de la Presidencia de la Comunidad de Madrid entre 1995 y 1999, senadora por la Comunidad de Madrid entre 1999 y 2003 y viceconsejera de Empleo y Mujer de la Comunidad de Madrid entre 2005 y 2008. En 2008 fue elegida al Congreso de los Diputados por Madrid, siendo reelegida en 2011, 2015 y 2016.
En septiembre de 2017 presentó su dimisión como diputada y renunció a su escaño debido al escándalo generado al desvelarse que había ocultado al Congreso sus negocios en el extranjero. Previamente, durante su etapa en el gobierno de la Comunidad de Madrid, se desveló que participó en la elaboración de leyes que beneficiaban a sus propias empresas.